# La Vida del General Villa (película)
La Vida del General Villa (1914) es una película silente autobiográfica protagonizada por Pancho Villa como él mismo, filmada en locaciones durante una guerra civil. La película incorporó tanto escenificaciones como auténticas imágenes en vivo de batallas reales durante la Revolución Mexicana, alrededor de las cuales gira la trama de la película. La película fue producida por D. W. Griffith y contó con el joven director Raoul Walsh como la versión más joven de Villa.
Actualmente, la película se presume que está perdida, con solo fragmentos sin editar y fotogramas publicitarios que se sabe que existen.
La realización de la película y los eventos asociados se dramatizaron en la película And Starring Pancho Villa as Himself (2003) con Antonio Banderas interpretando a Villa y Kyle Chandler interpretando a Walsh.
El director Gregorio Rocha en el documental Los rollos perdidos de Pancho Villa (2003) describe en primera persona la búsqueda de la película. Haciendo una investigación exhaustiva en los archivos fílmicos de Holanda, Inglaterra, Francia, Estados Unidos, Canadá y México, donde con fragmentos de películas desconocidas compone una cinta sobre Pancho Villa y la Revolución Mexicana.

## Historia
La trama del film era un típico engendro hollywoodense: sacrificaba la realidad a lo que el productor suponía que sería el gusto de los espectadores estadounidenses. Los guionistas en medio de su clasismo pensaban que los pobres no constituían buenos héroes. Así que la familia de Villa se transformaba, de pobres aparceros que trabajaban en una gran hacienda, en rancheros independientes, relativamente acomodados y con tierras propias. Los villanos, en vez de un hacendado, eran dos oficiales federales que perseguían a dos de las hermanas de Villa mientras éste estaba fuera y uno de ellos secuestraba a la menor, la violaba y la abandonaba moribunda. Cuando Villa regresaba y se enteraba de lo que había ocurrido, buscaba venganza. Tras una feroz persecución, mataba al culpable pero no lograba hacer lo mismo con su acompañante, el cual escapaba. Perseguido por las tropas federales, Villa huía a las montañas, pero juraba acabar con el segundo oficial involucrado en la violación de su hermana. Finalmente lo encontraba en la batalla de Torreón, y lo mataba. Ése era el clímax del film. Obviamente Villa se había convertido en el héroe de un “western”, una especie de Jesse James mexicano. Sin embargo, aceptó el libreto y Raoul Walsh, un conocido actor que luego se convirtió en uno de los productores más famosos de Hollywood, viajó a México para hacer el papel de joven Villa en la primera parte de la película. En las partes posteriores, él mismo hacía el papel y se incluían en la ficción tomas documentales de las batallas que libraba su ejército.

## Producción

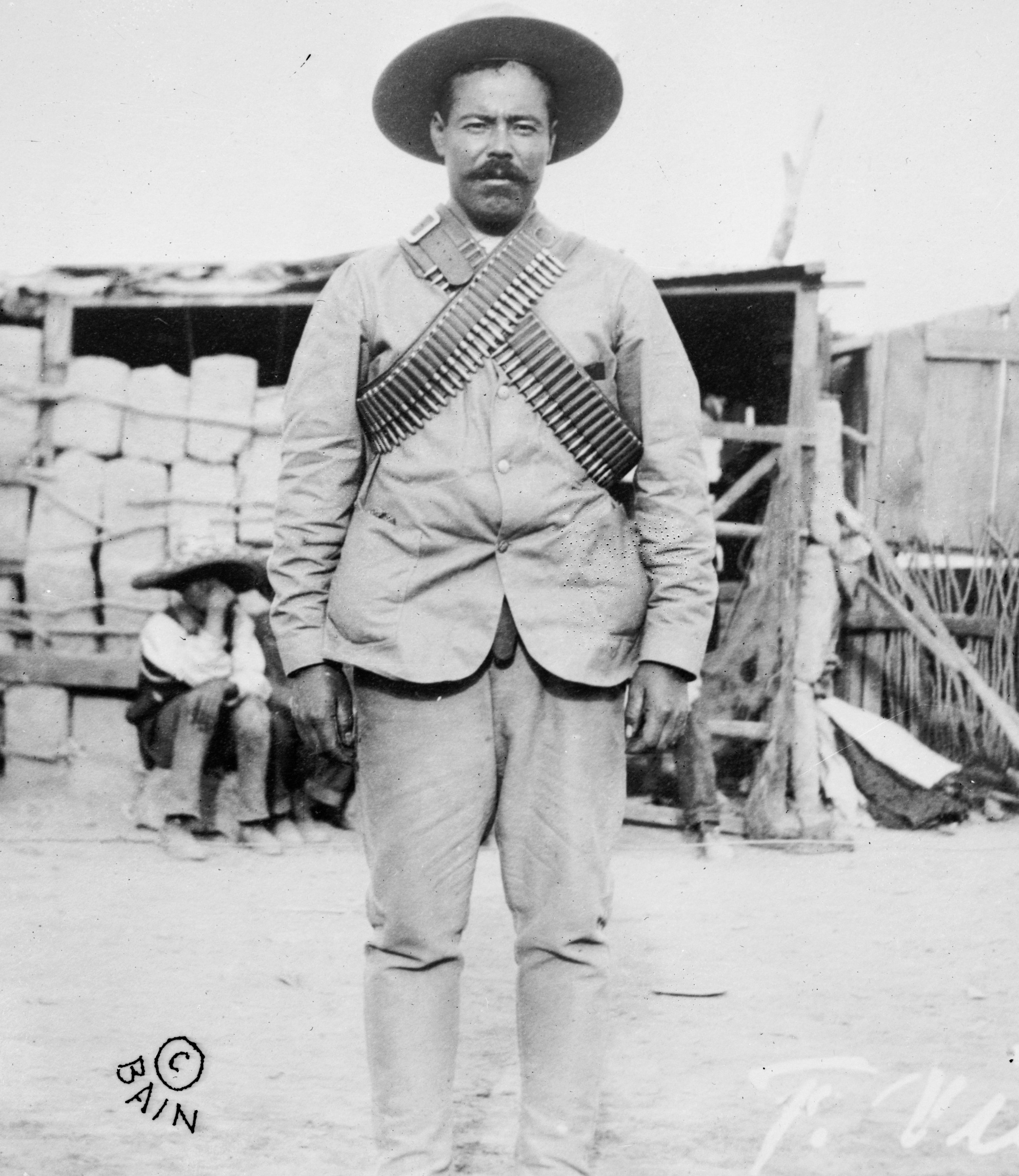
Pancho Villa

La razón de Pancho Villa para ser protagonista en la película era financiera cuando necesitó fondos para luchar en la Revolución Mexicana. Finalmente firmó un contrato con la Mutual Film Corporation en el que se especificaba que compañía tendría derechos exclusivos para filmar a las tropas de Villa en batalla y que éste recibiría el veinte por ciento de los ingresos que produjeran las películas.
Raoul Walsh escribió extensamente sobre la experiencia, en su autobiografía, Cada Hombre en Su Tiempo, describiendo el carisma de Villa además de señalar que los campesinos golpeaban con piedras los dientes de los cadáveres para obtener los empastes de oro tras los pelotones de fusilamiento, que fue capturado en película y que hizo vomitar a los proyeccionistas en la sala de cine en Los Ángeles.[cita requerida]

## Reparto
- Pancho Villa como él mismo
- Raoul Walsh como Villa cuando era joven
- Teddy Sampson como la hermana de Villa
- Irene Hunt como la hermana de Villa
- Walter Long como oficial federal
- W. E. Lawrence como oficial federal
- Juano Hernández como soldado revolucionario